# کورت گوتفرید
کورت گوتفرید (انگلیسی: Kurt Gottfried؛ زاده ۱۹۲۹) یک فیزیک‌دان اهل ایالات متحده آمریکا است.